# مبعوجة (دير حافر)
مبعوجة قرية سوريّة تتبع إداريّاً لمحافظة حلب منطقة دير حافر ناحية مركز دير حافر، بلغ تعداد سكانها 515 نسمة حسب التعداد السكاني لعام 2004.